# Adrián Martínez (giocatore di calcio a 5)
Adrián Martínez Vara, detto Adri (Ferrol, 3 ottobre 1986), è un ex giocatore di calcio a 5 spagnolo.

## Carriera

### Club
Cresciuto nel settore giovanile dell'O Parrulo, con cui gioca due stagioni in prima squadra, nella stagione 2005-06 viene acquistato dal Prone Lugo con cui debutta in División de Honor. Nel 2011 lascia la Galizia per trasferirsi all'ElPozo Murcia dove in sei anni vince due Supercoppe di Spagna e una Coppa del Re. Dopo una stagione e mezza ai russi del KPRF Mosca, nel dicembre del 2017 fa ritorno all'O Parrulo. Al termine della Primera División 2019-20 viene premiato come miglior laterale del torneo a pari merito con il barcellonese Adolfo Fernández. Il 23 maggio 2024 annuncia il suo ritiro.

### Nazionale
Il 27 dicembre 2012 Martínez viene convocato per la prima volta nella Nazionale di calcio a 5 della Spagna in occasione di un doppio incontro amichevole contro la Turchia in programma il 7 e l'8 gennaio 2013. Il 30 agosto 2021 viene incluso nella lista definitiva dei convocati alla Coppa del Mondo 2021, conclusa dalla Spagna ai quarti di finale. 

## Palmarès

### Competizioni nazionali
- Supercoppa di Spagna: 2
ElPozo Murcia: 2012, 2014
- Coppa del Re: 1
ElPozo Murcia: 2015-16

### Competizioni internazionali
- Coppa delle Coppe: 1
Prone Lugo: 2005-06